# Säveåns dalgångs naturreservat

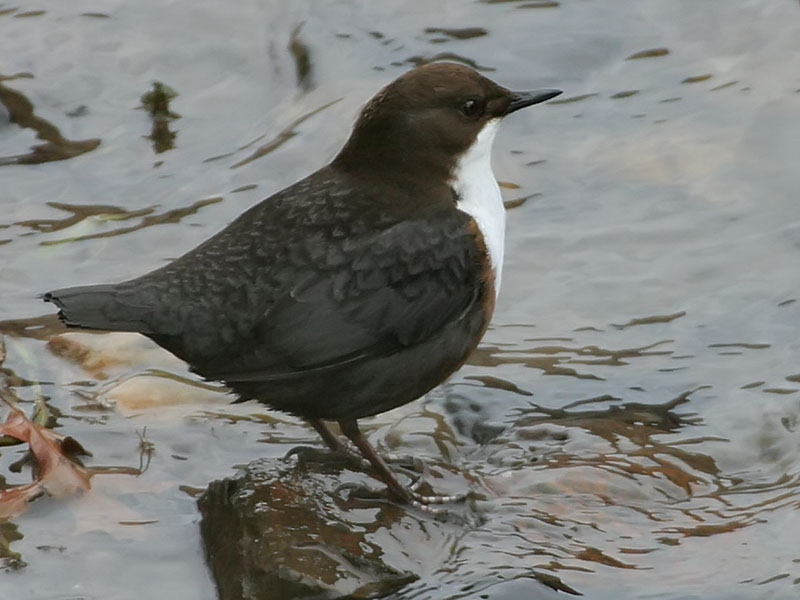
Strömstare

Säveåns dalgång är ett naturreservat i Lerums och Skallsjö socknar i Lerums kommun i Västergötland. 
Reservatet är skyddat sedan 1973 och omfattar 66 hektar mark längs Säveån. Det utgör en cirka 3,7 km lång sträcka längs ån mellan Floda och Lerum. I dalgången finns alskogar och andra ädellövträd men även öppnare avsnitt med betesmark. På våren växer ett hav av vitsippor. Även blåsippor förekommer. Genom reservatet går en vandringsled. I sydväst i dalgången fortsätter Säveån-Hedefors naturreservat.
I den strandnära lövskogen är det ett rikt fågelliv. Här kan man få se och höra grönsångare, kungsfiskare, forsärla och strömstare. Ån är känd för sitt öringfiske. Den öring som finns i forsarna är så kallad strömlevande öring av en ursprunglig stam.
I övrigt förekommer rödräv, rådjur och huggorm i reservatet, alla tre sparsamt.
Säveåprojektet arbetar med att förbättra miljön för lax, havsöring, ål inom området. Laxen återkommer varje år till Säveån för att leka.  
Naturreservat förvaltas av Västkuststiftelsen.